# Ingo Preminger
Ingo Preminger (* 25. Februar 1911 in Czernowitz als Ingwald Preminger; † 7. Juni 2006 in Pacific Palisades, Santa Monica) war ein österreichisch-amerikanischer Literaturagent und Filmproduzent.

## Biografie
Der aus der Bukowina stammende Preminger war der jüngere Bruder des Filmregisseurs und -produzenten Otto Preminger. Ingo Preminger wuchs in der Steiermark und in Wien auf, wo er zunächst Jura studierte und dann als Anwalt arbeitete, ehe mit seiner Familie nach dem Anschluss Österreichs in die USA emigrierte.
Über seinen Bruder gelangte er schließlich nach Hollywood, wo er 1948 eine Künstleragentur eröffnete. Zu seinen Klienten zählten auch die Drehbuchautoren Dalton Trumbo und Ring Lardner Jr., die während der McCarthy-Ära als zwei der „Hollywood Ten“ Berufsverbot und Haftstrafen erhielten. Da Preminger weiter zu ihnen hielt und sie mit Arbeit versorgte, vertraute ihm Ring Lardner jr. 1970 sein Drehbuch zur Militärsatire MASH, einer Adaption des gleichnamigen Romans von Richard Hooker, als ausführendem Produzenten an. 1970 inszenierte Robert Altman für Premingers Produktionsgesellschaft deren erste Produktion, MASH, die mit dem Golden Globe und der Goldenen Palme ausgezeichnet wurde und Preminger zudem eine Oscarnominierung für den besten Spielfilm einbrachte. 
Trotz des großen Erfolges produzierte Preminger nur noch wenige Filme, darunter die Komödie The Last of the Cowboys mit Henry Fonda und den Thriller Top Secret mit Barry Newman und Klaus Maria Brandauer.

## Filmografie (Auswahl)
- 1970: MASH
- 1972: Top Secret (The Salzburg Connection)
- 1977: The Last of the Cowboys